# Piedra China
Piedra China är en ort i Mexiko.   Den ligger i kommunen Tiquicheo de Nicolás Romero och delstaten Michoacán de Ocampo, i den södra delen av landet, 180 km väster om huvudstaden Mexico City. Piedra China ligger 376 meter över havet och antalet invånare är 122.
Terrängen runt Piedra China är huvudsakligen kuperad, men den allra närmaste omgivningen är platt. Piedra China ligger nere i en dal. Runt Piedra China är det glesbefolkat, med 19 invånare per kvadratkilometer. Närmaste större samhälle är Tiquicheo, 3,2 km nordost om Piedra China. I omgivningarna runt Piedra China växer huvudsakligen savannskog.